# Александровка Вторая (Полтавская область)
Алекса́ндровка Втора́я (укр. Олександрівка Друга) — село,
Бреусовский сельский совет,
Козельщинский район,
Полтавская область,
Украина.
Код КОАТУУ — 5322080405. Население по переписи 2001 года составляло 75 человек.

## Географическое положение
Село Александровка Вторая находится в 4-х км от правого берега реки Волчья,
примыкает к селу Хмарино, на расстоянии в 0,5 км расположено село Чечужино.
Рядом протекает пересыхающий ручей с запрудой.